# Gare de Bruxelles-Central
Pour les articles homonymes, voir Gare centrale.
La gare de Bruxelles-Central (en néerlandais : Station Brussel-Centraal), communément appelée gare Centrale, est une gare située sur la ligne 0 Bruxelles-Midi - Bruxelles-Nord, qui relie en souterrain la gare du Nord et la gare du Midi. En 2023 elle est la deuxième gare la plus fréquentée de Belgique avec près de 60 000 passagers par jour (en semaine), soit 18 millions par an[réf. souhaitée],, bien qu'elle ne possède que six voies.
Tous les trains utilisant la jonction Nord-Midi s'y arrêtent, y compris une partie des services EuroCity, mais pas les autres grands trains internationaux (Eurostar, ICE, Nightjet).

## Situation ferroviaire

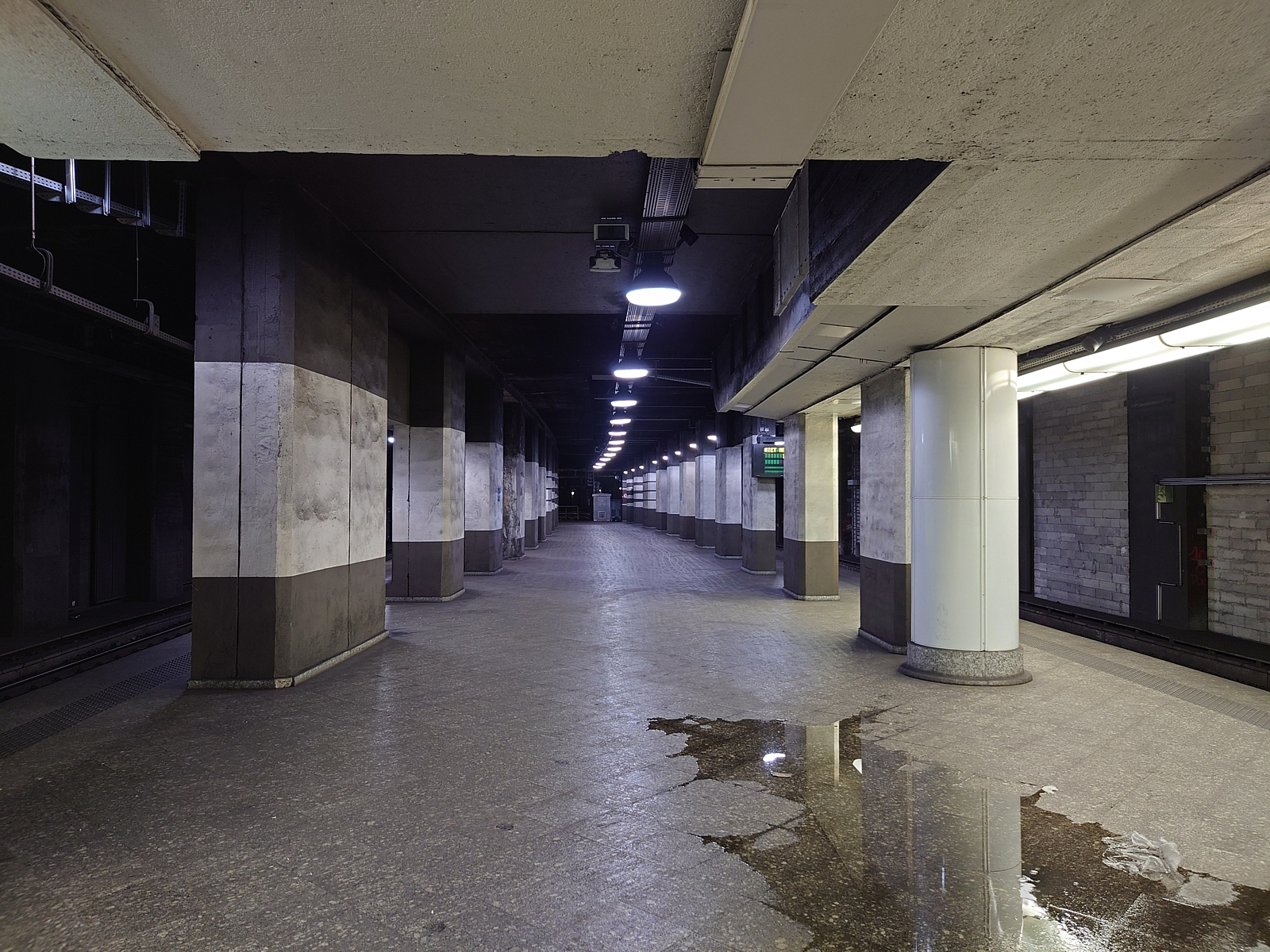
Emplacement de l'ancienne voie 1A dite "voie Sabena"

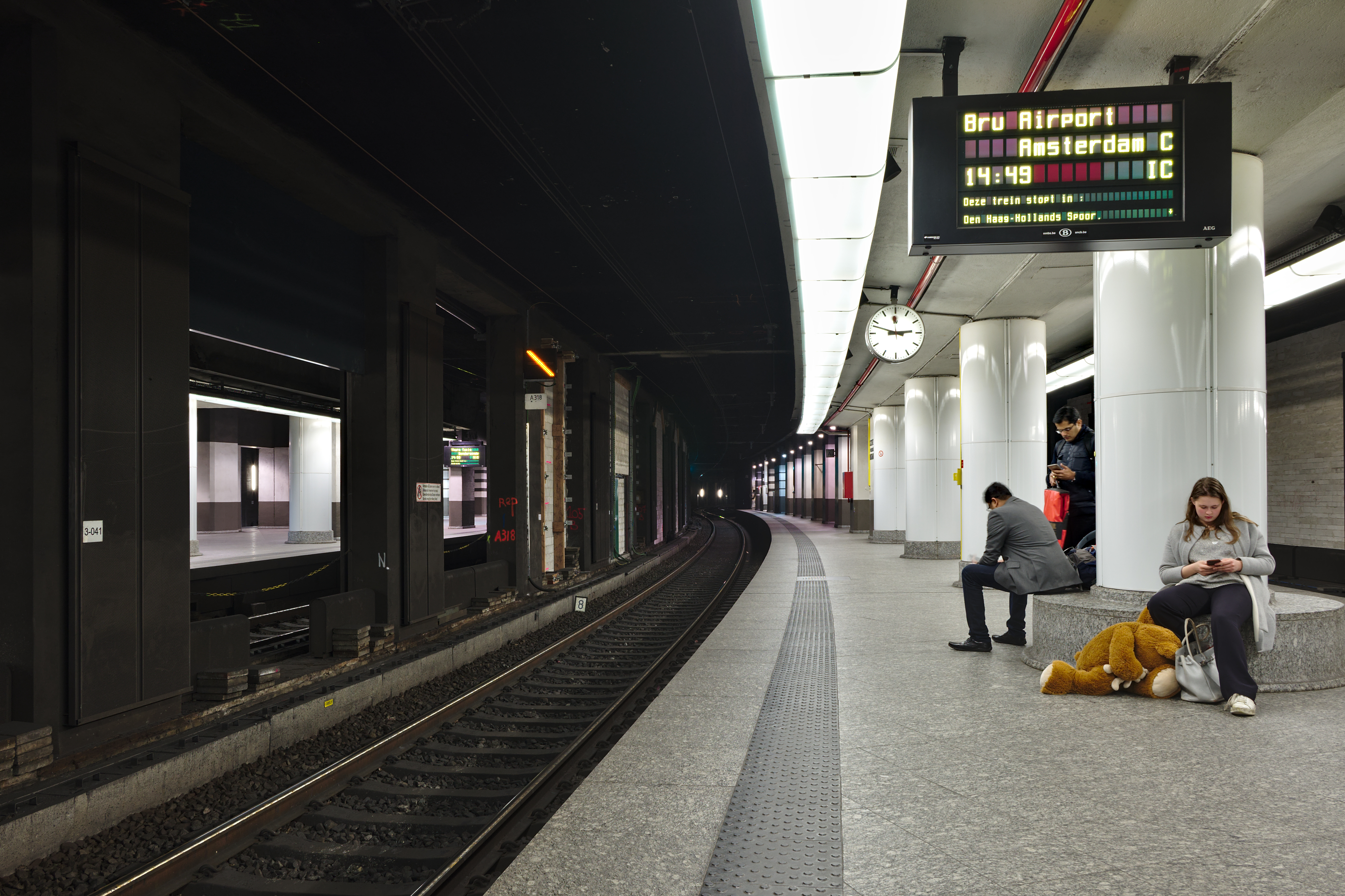
Les quais, situés dans une courbe.

Établie en souterrain, la gare de Bruxelles-Central est située au point kilométrique (PK) 1,829 pour les six voies de la ligne 0 Bruxelles-Midi - Bruxelles-Nord (dite aussi Jonction Nord-Midi). Elle est entourée par les gares de Bruxelles-Chapelle et Bruxelles-Congrès, si ce n'est que les voies 1 et 2 de la Jonction n'ont pas de quai dans ces deux gares, qui par ailleurs sont fermées le samedi et le dimanche. En d'autres termes, tous les jours en ce qui concerne les voies 1 et 2, et le samedi et le dimanche en ce qui concerne les voies 3 à 6, les gares ouvertes avoisinantes sont Bruxelles-Midi et Bruxelles-Nord. (En pratique, seuls les trains S1 allant d'Anvers-Central à Nivelles ou à Bruxelles-Midi, et vice-versa, font arrêt à Congrès et Chapelle.)

## Histoire

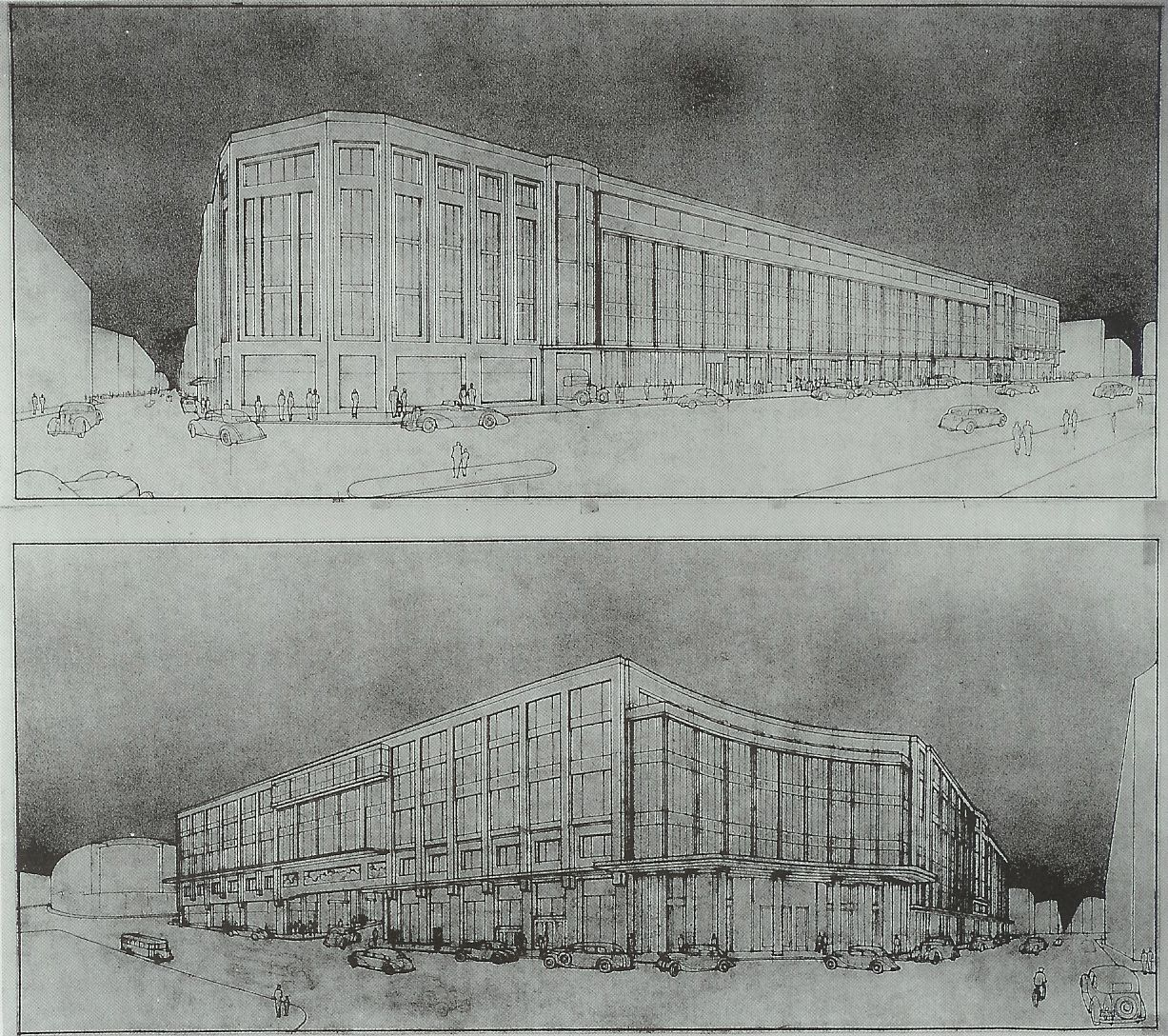
Conception, par Victor Horta, de la gare centrale.

### Genèse
L'idée de construire une gare centrale remonte à la fin du XIXe siècle, avec le projet d'établir une liaison dite Jonction Nord-Midi, entre les gares en cul-de-sac du Nord et du Midi, installées au nord et au sud des quartiers centraux de Bruxelles.

### Mise au point
La conception du bâtiment est confiée à Victor Horta dans les années 1930, alors que le creusement en souterrain de la jonction avance lentement, après avoir été interrompu par la Première Guerre mondiale et alors que la crise économique compromet les budgets. La Seconde Guerre mondiale ayant à nouveau arrêté le chantier, c'est après la mort de l'architecte, en 1947, que Maxime Brunfaut, fils de l'architecte Fernand Brunfaut, président de l'Office de la Jonction Nord-Midi, se voit confier la réalisation de la gare, alors que le tunnel à six voies est en construction.
Brunfaut modifie les sorties qui étaient très complexes et élabore des finitions intérieures luxueuses autour d'un hall central prestigieux respectant le programme qui était de doter le centre de Bruxelles d'une gare exceptionnelle destinée à accueillir des visites officielles. En effet, le palais royal et le quartier des ministères où aboutissent toujours les visites officielles, sont proches. Et avant 1914, époque où fut décidée l'implantation de la gare, les visites de chefs d'État ne se faisaient pas encore en avion. Cela resta le cas dans l'entre-deux-guerres. La gare est aussi équipée d'un "Salon Royal" discret, destiné aux délégations étrangères.
L'entrée principale donnant sur le carrefour de l'Europe, par où passe le boulevard construit au-dessus du tunnel ferroviaire, se situe dans une façade en coin avec neuf hautes verrières symbolisant les provinces belges (elles n'étaient que neuf à l'époque). La gare est inaugurée le 4 octobre 1952 et la seule visite officielle qu'elle accueillit fut celle de la reine des Pays-Bas. Par contre, l'évolution urbanistique de Bruxelles a amené au centre de la ville une foule grandissante de navetteurs qui viennent travailler dans les bureaux et les magasins passant, chaque matin et chaque soir, par la gare centrale.

### La voie Sabena
Le bâtiment Air Terminus (nl) de la Sabena, également dessiné par Maxime Brunfaut, se trouve en face de la gare et surplombe les quais souterrains. Il existait à l'origine une voie spéciale en cul-de-sac ("voie 1A de la gare de Bruxelles-Central"), uniquement accessible depuis ce bâtiment, située entre les voies 1 et 2[réf. souhaitée] qui servait de terminus pour les trains reliant Bruxelles à l'aéroport de Zaventem.
Il fut utilisé à partir de 1955, lorsque la ligne 36C, qui menait à l'époque à l'aérodrome de Melsbroek fut mise en service. Il s'agissait à l'époque d'une ligne concédée et les trains Sabena ne s'arrêtaient nulle part ailleurs qu'à l'aéroport et à l'Air Terminus.
Une fois la concession arrivée à échéance, la SNCB reprit la gestion des trains de l'aéroport et les étendit à Bruxelles-Nord et à certaines gares de province. (N'oublions pas qu'à l'époque, le projet Diabolo n'existant pas encore, la gare de l'aéroport était en impasse et la ligne qui y arrivait n'était raccordée qu'à la ligne 36 et ce uniquement vers Zaventem, Diegem, …, Schaerbeek, Bruxelles-Nord, etc..) Ce raccordement en impasse, considéré comme n'étant plus nécessaire et compliquant la circulation des trains, fut finalement désaffecté 2 janvier 1996 en et ses accès murés[Quand ?] ; le quai put alors être prolongé par-dessus la voie spéciale.
Lorsque la Sabena fit faillite, l'Air Terminus fut réaffecté ; en 2015, son rez-de-chaussée est devenu un bar à bières. Au niveau des quais, il subsiste quelques vestiges de la voie "Sabena" : le quai des voies 1 et 2 est plus large que les autres côté nord et possède une double rangée de piliers qui trahissent la présence de l'ancienne voie en impasse.
Depuis ce démontage, plus aucun train ne peut se permettre de s'immobiliser à Bruxelles-Central plus longtemps qu'il n'est strictement nécessaire : les voies 1, 3, 5 vont exclusivement du Midi au Nord, les 2, 4, 6 du Nord au Midi, ces six voies réunies, dont la vitesse de référence n'est que de 50 km/h, sont le lieu du réseau belge où il y a le plus de trafic.

### Transformations

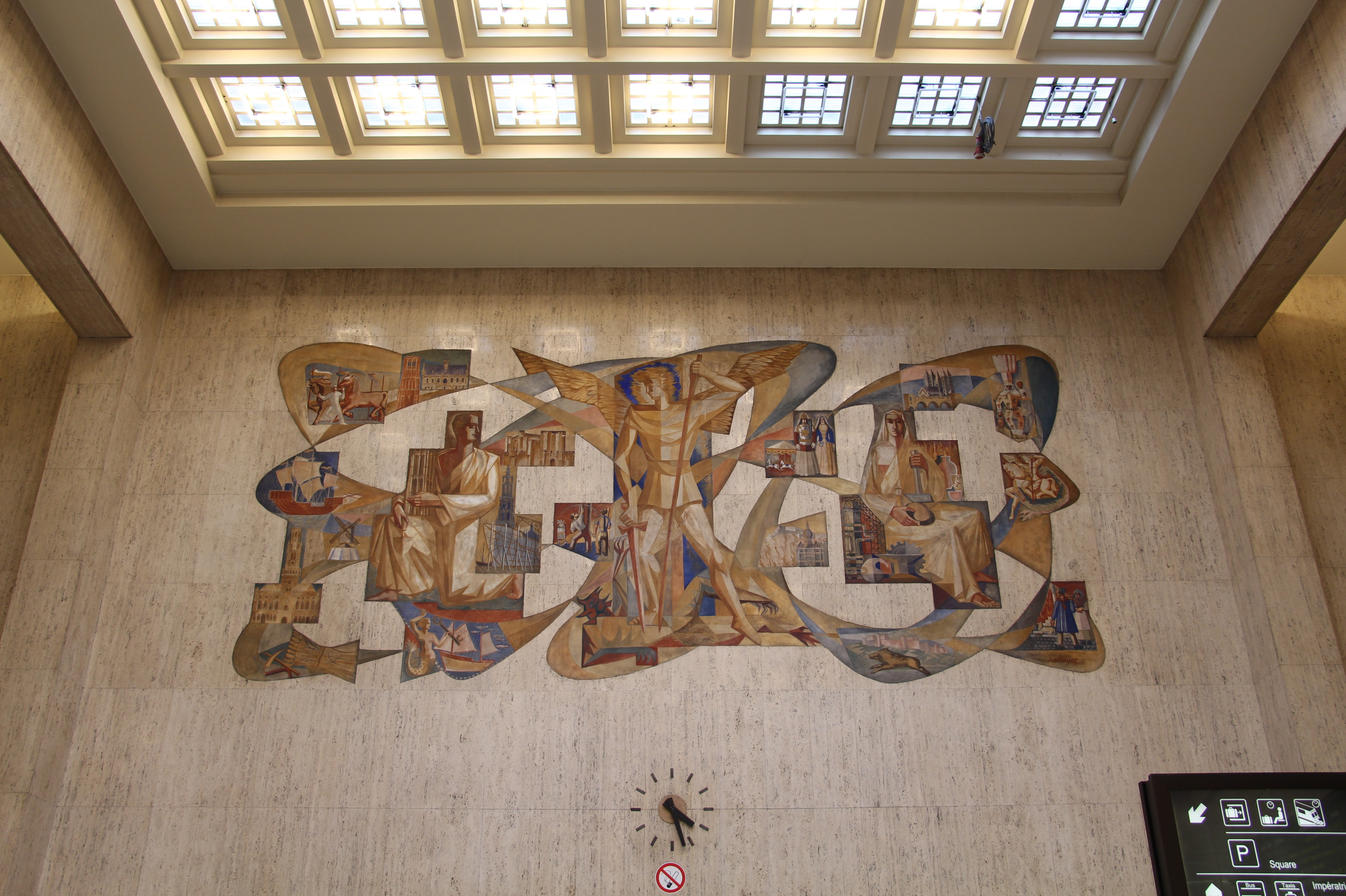
Fresque, à l'intérieur.

Une augmentation de la capacité d'accueil de la gare était devenue nécessaire dès les années 1980. Déjà en 1975, elle fut connectée par un vaste couloir souterrain au principal axe du métro bruxellois (les lignes 1 et 5). Entre 2005 et 2009 se déroule une importante rénovation, entreprise notamment par le bureau d'architecture MA², pour adapter la gare aux exigences nouvelles pour un total de près de 22 millions d'euros. Ces travaux débutent avec le remodelage des accès et la construction d'une nouvelle entrée à proximité du mont des Arts où se trouvent le Palais des Congrès de Bruxelles et le Palais des beaux-arts. La Bibliothèque royale de Belgique et les importants musées royaux des beaux-arts de Belgique ainsi que le musée Magritte et le Musée des instruments de musique complètent ce Mont des Arts pour constituer une véritable cité de la culture. Cette situation favorise les visiteurs belges et internationaux désireux de connaître les institutions culturelles belges en venant à Bruxelles par le train. Ainsi, outre le rôle primordial que la gare joue dans la vie économique belge et bruxelloise, elle en exerce un autre de nature culturelle et touristique, en y ajoutant l'attraction du quartier gourmand de la Grand-Place qui est proche. Pour répondre à cette évolution, d'importants et délicats remaniements ont affecté le gros œuvre de la gare pour permettre l'installation d'ascenseurs et d'escaliers roulants supplémentaires. Enfin, les quais souterrains sont allongés pour être adaptés à l'évolution des convois, d'autant plus que grâce à la jonction, les Eurostar, de même que les convois InterCity, peuvent traverser Bruxelles pour relier celle-ci aux villes de province et aux capitales étrangères sans rupture de charge. On voit que la gare centrale offre un accès court au centre-ville et au réseau de métro, ramenant au minimum la communication directe avec les quartiers d'affaires et de tourisme, et cela tout en assurant un rôle dans le trafic international.

### Histoire récente
Le 20 juin 2017, une tentative d'attentat, qui échoue, a lieu dans la gare. L'auteur est par la suite abattu par l'un des soldats du bataillon médian de chasseurs ardennais, qui y patrouillaient à ce moment.
Entre 2018 et 2019, le tunnel de la jonction Nord-Midi est rénové afin d'améliorer la ventilation et le désenfumage en cas d'incendie. Le souterrain de six voies, séparées par les piliers soutenant la voûte, est transformé en un souterrain à trois pertuis séparés par des murs munis à intervalles réguliers de portes coupe-feu (opération réalisée en murant les ouvertures entre les piliers). Les extrémités des quais de la gare de Bruxelles-Central sont également concernées.

## Comptage voyageurs
Ce graphique et tableau montre le nombre de voyageurs embarquant en moyenne durant la semaine, le samedi et le dimanche.
| Nombre de voyageurs qui embarquent à la gare de Bruxelles-Central | Nombre de voyageurs qui embarquent à la gare de Bruxelles-Central | Nombre de voyageurs qui embarquent à la gare de Bruxelles-Central | Nombre de voyageurs qui embarquent à la gare de Bruxelles-Central |
|                                                                   | Semaine                                                           | Samedi                                                            | Dimanche                                                          |
| ----------------------------------------------------------------- | ----------------------------------------------------------------- | ----------------------------------------------------------------- | ----------------------------------------------------------------- |
| 1998                                                              | 63 081                                                            | 17 667                                                            | 17 240                                                            |
| 1999                                                              | 56 096                                                            | 16 641                                                            | 16 246                                                            |
| 2000                                                              | 59 458                                                            | 16 869                                                            | 14 214                                                            |
| 2001                                                              | 80 782                                                            | 30 164                                                            | 28 525                                                            |
| 2002                                                              | 62 761                                                            | 19 993                                                            | 19 582                                                            |
| 2003                                                              | 61 379                                                            | 20 437                                                            | 20 158                                                            |
| 2004                                                              | 65 724                                                            | 21 805                                                            | 19 678                                                            |
| 2005                                                              | 66 993                                                            | 23 509                                                            | 23 647                                                            |
| 2006                                                              | 72 194                                                            | 23 141                                                            | 23 023                                                            |
| 2007                                                              | 74 640                                                            | 23 487                                                            | 23 387                                                            |
| 2008                                                              | -                                                                 | -                                                                 | -                                                                 |
| 2009                                                              | 72 772                                                            | 26 073                                                            | 22 274                                                            |
| 2010                                                              | -                                                                 | -                                                                 | -                                                                 |
| 2011                                                              | -                                                                 | -                                                                 | -                                                                 |
| 2012                                                              | 52 628                                                            | 16 604                                                            | 17 546                                                            |
| 2013                                                              | 53 542                                                            | 17 275                                                            | 17 565                                                            |
| 2014                                                              | 61 234                                                            | 18 686                                                            | 19 253                                                            |
| 2015                                                              | 61 099                                                            | 18 923                                                            | 19 143                                                            |
| 2016                                                              | 61 191                                                            | 19 084                                                            | 19 732                                                            |
| 2017                                                              | 59 258                                                            | 20 867                                                            | 19 170                                                            |
| 2018                                                              | 60 899                                                            | 23 739                                                            | 23 107                                                            |
| 2019                                                              | 60 706                                                            | 23 336                                                            | 22 027                                                            |
| 2020                                                              | 28 212                                                            | 13 407                                                            | 12 417                                                            |
| 2021                                                              | -                                                                 | -                                                                 | -                                                                 |
| 2022                                                              | 49 476                                                            | 24 143                                                            | 20 618                                                            |
| 2023                                                              | 58 877                                                            | 26 916                                                            | 24 764                                                            |
| 2024                                                              | 58 330                                                            | 26 296                                                            | 24 183                                                            |

## Service des voyageurs

### Accueil
Gare SNCB, elle dispose d'un bâtiment voyageurs, avec guichets, ouvert tous les jours. Elle est équipée d'automates pour l'achat de titres de transport. Des aménagements, équipements et services sont à la disposition des personnes à mobilité réduite.
Les trains sont annoncés de manière automatique (affichage numérique et annonces vocales), par le système EMMA.

### Desserte
Bruxelles-Central est desservie par les nombreux trains qui circulent sur la ligne entre les gares de Bruxelles-Midi et Bruxelles-Nord.

### Intermodalité

#### Desserte pédestre
Desserte du plein centre ville pour les navetteurs bruxellois, elle permet également aux visiteurs un accès à pied à des monuments et sites remarquables, notamment : la Grand-Place et l'Îlot Sacré, le Palais Royal, le Palais des Académies, le Parlement, le Parc de Bruxelles et la Place Royale, les deux Sablons, l'église Notre-Dame des Victoires, le Palais de Justice, la cathédrale Saint-Michel et Gudule, les Musées royaux des beaux-arts de Belgique, le Musée Magritte, le Musée des instruments de musique, le Mont des Arts, le Palais des Congrès, la Bibliothèque Royale, le Palais des Beaux-Arts, le Musée du cinéma, les bouquinistes de la galerie Bortier, le Centre belge de la bande dessinée, les Galeries royales Saint-Hubert, le Palais de la Bourse et les boulevards du centre avec leur ambiance du XIXe siècle, et l'ancien quartier du port avec son marché Sainte-Catherine et son marché aux poissons.

#### Transports en commun: métro, bus et tram

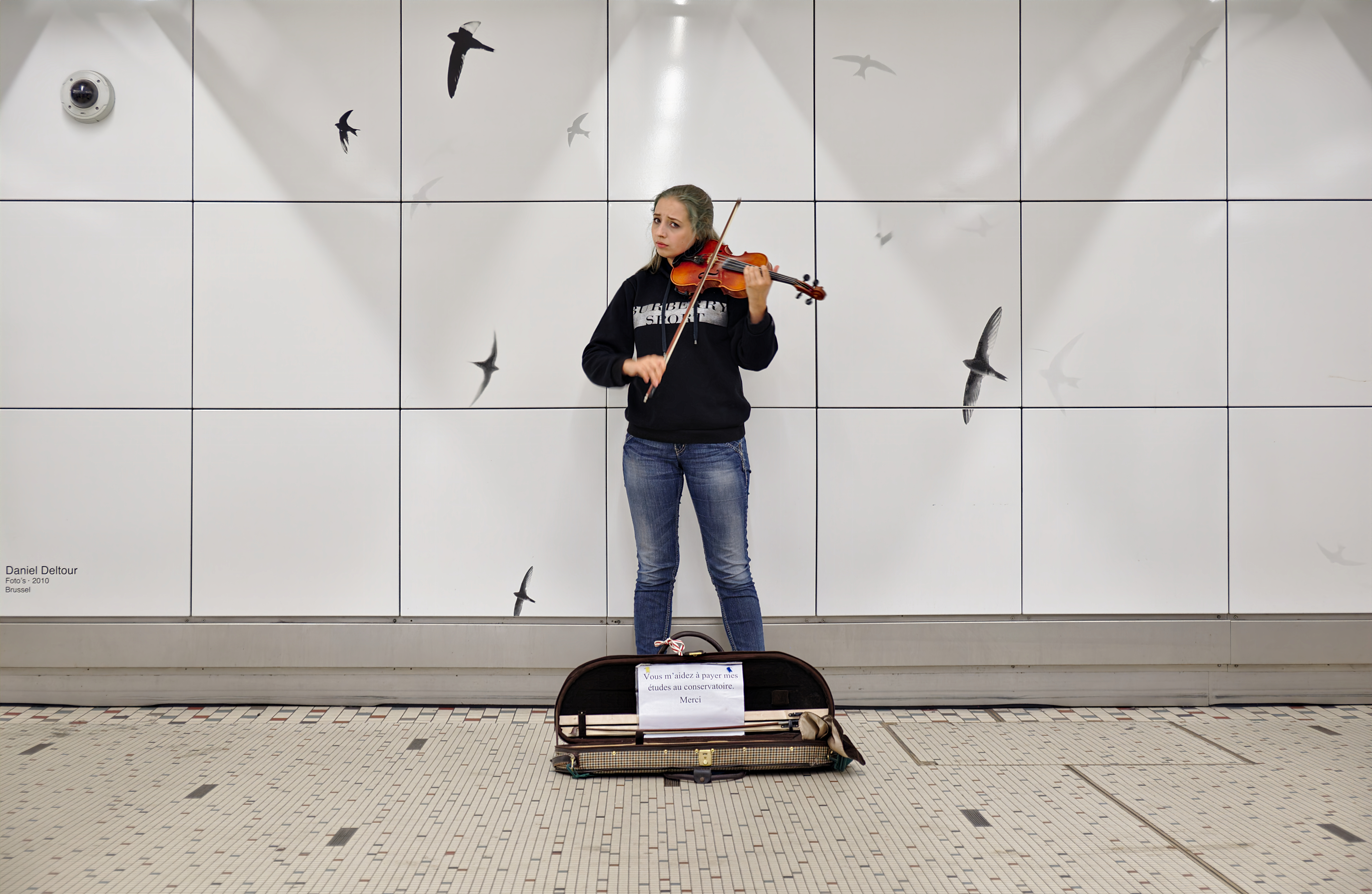
Violoniste dans le couloir qui relie la station de train à celle de métro

Un long passage relie la gare ferroviaire à la station « Gare Centrale » du métro de Bruxelles, située plus au nord. Celle-ci est desservie par les rames de la ligne 1 et de la ligne 5.
Juste à côté de l'entrée principale de la gare se situe un grand arrêt de bus qui est desservi par les lignes 29, 38, 52, 63, 65, 66, 71, 89 et Noctis de la STIB ; aucun tram ne s'arrête à la gare Centrale même, mais ceux de la rue Royale (92 et 93) passent à quelques centaines de mètres, leur itinéraire passant aussi par le Palais de justice, d'une part, et par le quartier du château royal de l'autre, communiquant avec les quartiers résidentiels de la deuxième couronne des communes bruxelloises. Leur arrêt Royale permet d'arriver à pied à l'entrée arrière de la gare, d'où un escalier descend dans la salle des guichets ; alternativement, depuis leur arrêt Parc, la rue des Colonies permet d'arriver au métro Gare Centrale et au tunnel piétonnier.

## La gare au cinéma
- Chemins de fer et gares dans une colline de Pierre Bourgeois, 1952, NB, 6 min (ce document se trouve sur le DVD Rail consacré à l'histoire des chemins de fer en Belgique, édité par la Cinémathèque royale de Belgique).
- Portrait d'une jeune fille de la fin des années 60 à Bruxelles de Chantal Akerman, 1994.
- La Vie sexuelle des Belges 1950-78 de Jan Bucquoy, 1994.